# Woodstock (Nueva York)
Woodstock es un pueblo ubicado en el condado de Ulster en el estado estadounidense de Nueva York. En el año 2000 tenía una población de 6.241 habitantes y una densidad poblacional de 36 personas por km².

## Geografía
Woodstock se encuentra ubicado en las coordenadas 42°2′26″N 74°7′44″O / 42.04056, -74.12889. Según la Oficina del Censo, la ciudad tiene un área total de 175,8 km² (67,9 mi²), de la cual 174 km² (67,2 mi²) es tierra y 0,9 km² (0,3 mi²) (2.32%) es agua.

## Demografía
Según la Oficina del Censo en 2000 los ingresos medios por hogar en la localidad eran de $49,217, y los ingresos medios por familia eran $65,938. Los hombres tenían unos ingresos medios de $41,500 frente a los $33,672 para las mujeres. La renta per cápita para la localidad era de $32,133. Alrededor del 10.2% de la población estaban por debajo del umbral de pobreza.